# تیم ملی فوتسال میانمار
تیم ملی فوتسال میانمار نماینده میانمار در مسابقات بین‌المللی فوتسال و یکی از تیم‌های فوتسال آسیایی است.
براساس رده‌بندی فیفا تیم فوتسال میانمار جایگاه ۸۹ را در بین تیم‌های ملی فوتسال جهان دارد.